# 1792

## أحداث
- تأسيس مدينة ريو برانكو وتقع حاليا في الأوروغواي.
- تأسيس مدينة فاوجان، أونتاريو وتقع حاليا في كندا.
- تأسيس مدينة فريتاون وتقع حاليا في سيراليون.
- وقوع الحرب البولندية الروسية لعام 1792 بداية من 18 مايو 1792 إلى 27 يوليو 1792.
- بداية حروب الثورة الفرنسية في 20 أبريل 1792 والتي انتهت في 25 مارس 1802.
- نهاية الحرب الروسية العثمانية في 9 يناير 1792 والتي بدأت في 24 أغسطس 1787.

### أغسطس
- 10 أغسطس - الثوار الفرنسيون يهاجمون قصر إلتوي لري مقر الملك لويس السادس عشر فيما لجأ الملك إلى مقر الجمعية الوطنية (البرلمان) التي أوقفته وقررت انتخاب مؤتمر وطني لوضع دستور جديد للبلاد.

### سبتمبر
- 21 سبتمبر إلغاء النظام الملكي وإعلان قيام الجمهورية في فرنسا

### غير مصنف
- بناء جامع كتشاوة في العهد العثماني ويعتبر من أشهر المساجد التاريخية بالعاصمة الجزائرية.
- تشكل مدينة كوينسي وهي مدينة تقع في مقاطعة نورفولك، بولاية ماساتشوسيتس الأمريكية. تلقب بـ "مدينة الرؤساء.

## مواليد
- إسحاق توكي
- بيرسي بيش شيلي
- جواكينو روسيني
- جون رسل
- جون كلايتون
- جون هيرشل
- ديفيد ساسون
- غاسبارد-غوستاف كوريوليس
- فرديناند كريستيان باور
- كارلوس كوليدج
- نيكولاي لوباتشيفسكي
- ويليام ألن

### ديسمبر
- 2 ديسمبر - عالم الرياضيات الروسي لوباتشيفسكي.

## وفيات
- اليزيد بن محمد
- جون بول جونز
- جون ستيوارت (سياسي)
- ريتشارد آركرايت
- صالح باي
- فريديريك نورث
- ليوبولد الثاني إمبراطور الرومانية المقدسة